# Jöns Persson Thulin
Jöns Persson Thulin, född 5 juli 1871 i Hardeberga, Malmöhus län, död 3 juni 1955 i Malmö, var en svensk dekorationsmålare, målare och tecknare.
Han var sin till lantbrukaren Per Svensson och Mätta Jönsson. Efter sin gesällutbildning som dekorationsmålare i Lund praktiserade han om dekorationsmålare i Berlin 1893–1894. Han vidareutbildade sig vid olika konstskolor i Berlin 1896 och i München 1897 och var under två års tid medhjälpare till Otto Haberer i Berlin. Efter sin tid i Tysklands bosatte han sig i Malmö där han var verksam som dekorationsmålare. Parallellt med denna verksamhet var han stafflikonstnär och målade porträtt och landskapsskildringar. Thulin är begravd på Östra kyrkogården i Malmö.